# Reino de Sarauaque
O Reino de Sarauaque foi um Estado em Bornéu estabelecido por Sir James Brooke em 1842, recebendo o status de reino independente do Sultanato de Brunei como uma recompensa por ajudar a combater a pirataria e a insurgência. James iniciou a dinastia dos Rajás brancos de Sarauaque. 
Em 1888, Charles Anthony Johnson Brooke, o sucessor de James Brooke, aceitou um protetorado britânico, o qual permaneceu até 1946, quando o terceiro governante Charles Vyner Brooke cedeu seus direitos para o Reino Unido. Desde 1963, Sarauaque tem sido um estado da Malásia.